# Jozef Hoemaeker

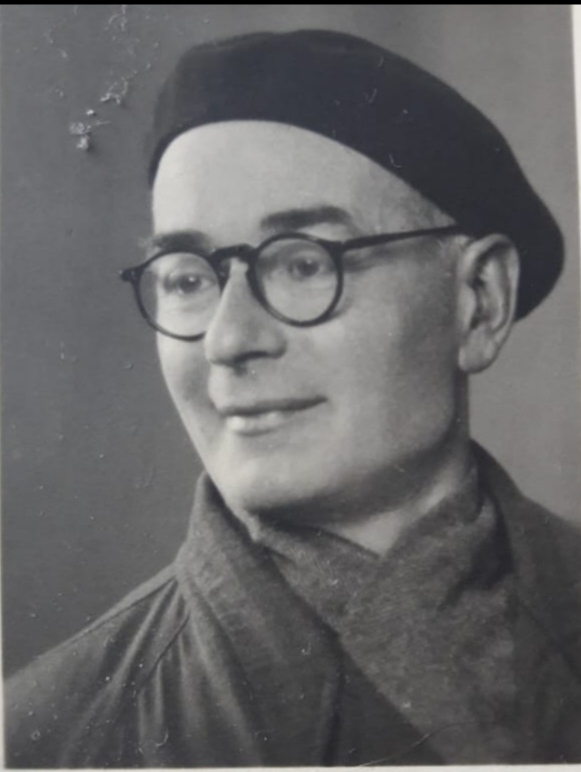
Jozef Hoemaeker

Jozef Hoemaeker (Izegem, 11 juli 1911 - Antwerpen, 21 augustus 1980) was een Belgisch kunstschilder.

## Loopbaan
Na zijn opleiding aan het Sint-Amandscollege in Kortrijk, studeerde Hoemaeker in de jaren 1929 en 1930 aan het Sint-Lucasinstituut in Gent. In 1930 vervolgde hij zijn studie aan de Koninklijke Academie voor Schone Kunsten van Antwerpen en werd er bekroond met drie eerste prijzen. Van 1933 tot 1943 kreeg hij les van Isidore Opsomer. In 1932 ontving hij de prijs van de "Kunstkring Als ick kan" voor het schilderen van stillevens. Hij werkte vervolgens bij de Kunstwerkstede Gebroeders De Coene N.V. in Kortrijk en in het glazeniersatelier van Hippolyte Peene in Brugge. Daarna vestigde hij zich definitief als kunstschilder in Antwerpen. Hoewel Hoemaeker ook stillevens en landschappen schilderde waren menselijke figuren het hoofdthema van zijn werk. Zijn landschappen zijn leeg, zonder teken van leven. Zijn gehele werk verbeeldt de stilte.
In 1943 greep hij naast de Prix de Rome, maar als gevolg hiervan werd zijn "Dame met witte blouse" gekocht door het ministerie voor Schone Kunsten. Een ander werk van Hoemaeker getiteld "Paul De Vree" bevindt zich in het Letterenhuis.
Hij overleed op 69-jarige leeftijd in zijn woonplaats Antwerpen.